# 小行星5133
小行星5133（英語：5133 Phillipadams）是一颗围绕太阳公转的小行星。1990年8月12日，罗伯特·H·麦克诺特在赛丁泉山发现了此天体。
这颗小行星的绝对星等为280.12419等。